# Yvon Mvogo
Yvon Landry Mvogo Nganoma (* 6. Juni 1994 in Yaoundé, Kamerun) ist ein Schweizer Fussballtorhüter kamerunischer Herkunft. Er spielt seit der U15 für Schweizer Nationalmannschaften.

## Karriere

### Vereine
Mvogo hatte in der Jugend beim FC Marly und beim FC Fribourg gespielt, bevor er 2010 in die Jugendabteilung des BSC Young Boys wechselte. Seit 2011 war er dort Bestandteil der ersten Mannschaft, spielte aber bis zur Saison 2013/14 für die U21 in der viertklassigen 1. Liga. Nachdem er sich dann in der Sommervorbereitung 2013 gegen den bisherigen Stammkeeper Marco Wölfli hatte durchsetzen können, war Mvogo fortan die Nummer 1 im Kasten der Berner. In der Folgespielzeit spielte der Torhüter erstmals im Europapokal, als er mit dem Team bis in die Zwischenrunde der Europa League gelangte. In der Folge verpasste Mvogo nur wenige Spiele, landete mit der Mannschaft stets in den Top 3 und spielte regelmässig im Europacup; bis Sommer 2017 stand er wettbewerbsübergreifend in 154 Partien für die Young Boys zwischen den Pfosten und kassierte durchschnittlich weniger als zwei Treffer pro Partie. 
Zur Saison 2017/18 wechselte der Schweizer zum deutschen Bundesligisten RB Leipzig. Er unterschrieb Anfang April 2017 einen Vierjahresvertrag und sollte den Platz von Marius Müller einnehmen, der den Verein leihweise verlassen hatte und bislang als Backup für Stammtorhüter Péter Gulácsi bereitgestanden war. Sein Debüt in der höchsten deutschen Spielklasse gab Mvogo am 4. Spieltag beim Auswärtsspiel gegen den FC Augsburg, welches mit 0:1 verloren ging. In den folgenden zwei Jahren stand der Keeper elfmal im Europapokal sowie vier weitere Male in der Bundesliga und dreimal im DFB-Pokal im Tor. 
Zur Saison 2020/21 wurde sein Vertrag in Leipzig vorzeitig bis Juni 2023 verlängert und ein zweijähriges Leihgeschäft mit dem niederländischen Erstligisten PSV Eindhoven vereinbart. In seiner ersten Saison kam er in 33 Ligaspielen zum Einsatz. Im August 2021 gewann er mit der Mannschaft den niederländischen Supercup, sass dabei aber hinter Joël Drommel auf der Bank. Mvogo verlor seinen Stammplatz und kam in der Saison 2021/22 nur zu 8 Ligaeinsätzen. Im KNVB-Pokal erhielt Mvogo im Final den Vorzug vor Drommel und wurde Pokalsieger. Am Saisonende verliess er den Verein mit dem Ende der Leihe.
Zur Sommervorbereitung 2022 kehrte der Torhüter nicht mehr nach Leipzig zurück, sondern wurde für Gespräche mit anderen Vereinen freigestellt. Er wechselte noch vor dem Beginn der Saison 2022/23 in die französische Ligue 1 zum FC Lorient, bei dem er einen Vertrag bis zum 30. Juni 2024 unterschrieb. Bei Lorient war er von Beginn an als Stammtorhüter gesetzt, stieg mit dem Verein am Ende der Saison 2023/24 jedoch in die Ligue 2 ab. In der folgenden Spielzeit gelang ihm mit Lorient der direkte Wiederaufstieg in die Ligue 1, und Mvogo wurde am Saisonende als Torhüter des Jahres der Ligue 2 ausgezeichnet.

### Nationalmannschaften
Mvogo spielte von 2009 bis 2016 für die Schweizer Juniorennationalmannschaften.
Für die A-Nationalmannschaft wurde er seit November 2014 mehrere Male aufgeboten, vorerst ohne eingesetzt zu werden. So gehörte er bei der Weltmeisterschaft 2018 in Russland zum Aufgebot der Schweiz, kam zu keinem Einsatz und schied mit der Mannschaft im Achtelfinal aus. Zu seinem ersten Einsatz kam er schliesslich am 15. Oktober 2018 beim 2:1-Zittersieg gegen Island im Gruppenspiel der UEFA Nations League sowie danach bei der blamablen 0:1-Niederlage im Testspiel vom 14. November 2018 gegen Katar.
Danach sass er wieder auf der Ersatzbank, bis Trainer Vladimir Petković ihn am 11. November 2020 bei der 1:2-Niederlage im Vorbereitungsspiel für die UEFA Nations League gegen Belgien einsetzte. Für die Europameisterschaft 2021 wurde er wieder ins Nati-Kader berufen. Er kam aber nur am 3. Juni 2021 beim mit 7:0 gewonnenen Vorbereitungsspiel gegen Liechtenstein zu einem Einsatz.
Die Weltmeisterschaft 2022 verpasste er aufgrund einer Oberschenkelverletzung. In der Qualifikation für die Europameisterschaft 2024 vertrat er 2023 in den Spielen gegen Andorra (3:0) und Rumänien (0:1) Stammtorhüter Yann Sommer. Auch in den nachfolgenden beiden Freundschaftsspielen im Jahr 2024 gegen Dänemark und Irland kam Mvogo aufgrund einer Verletzung, die sich Sommer in der ersten Halbzeit gegen Dänemark zuzog, zum Einsatz und blieb ohne Gegentor.

## Persönliches
Mvogo wurde in Kamerun geboren und zog im Alter von sechs Jahren mit seiner Mutter ins schweizerische Fribourg. Ursächlich hierfür war, dass seine Mutter einen Schweizer kennengelernt hatte. Der Vater blieb in Kamerun.

## Erfolge
- Niederländischer Pokalsieger: 2022 (PSV Eindhoven)
- Niederländischer Supercupsieger: 2021 (PSV Eindhoven)
- Aufstieg in die Ligue 1: 2024/25 (FC Lorient)
- Torhüter des Jahres der Ligue 2: 2024/25